# Iglesia de El Salvador (Pamplona)
La iglesia de El San Salvador es un templo parroquial situado en el barrio de la Rochapea de Pamplona. Por la antigüedad del edificio (1916) se puede considerar como la sexta parroquia (desde diciembre de 1937) construida en Pamplona tras las parroquias de San Juan Bautista (ya extinguida) San Saturnino, San Nicolás, San Lorenzo y San Agustín. Es obra del arquitecto Ángel Goicoechea Lizarraga, en su gran parte, y de Víctor Eusa, la ampliación de 1945.

## Ubicación
Se ubica al inicio de la avenida Marcelo Celayeta en el distrito de Rochapea, cerca del cruce con el puente de Cuatro Vientos y del antiguo puente de Santa Engracia. En las fechas de su construcción estaba extramuros de la plaza fuerte que era Pamplona, mientras que en la actualidad el desarrollo urbano de la misma ha superado su emplazamiento. Está, así mismo, cerca de la estación de ferrocarril.

## Historia
Según la crónica del momento publicada en la revista pamplonesa La Avalancha «la construcción de esta iglesia era una necesidad reclamada por el aumento creciente de habitantes en aquel barrio y por la distancia a las iglesias de la capital». Dependió de la parroquia de San Lorenzo, cuyo párroco era entonces Marcelo Celayeta, hasta su segregación el 8 de diciembre de 1937. Fue colocada la primera piedra «en la Pascua de Resurrección del año 1914, y se terminó la obra en 1915; pero no se hizo la inauguración oficial hasta el 1 de abril del año 1916».
El arquitecto encargado de la realización del proyecto fue Ángel Goicoechea que ya tenía una amplia experiencia tras la realización de obras como la basílica de Javier, la iglesia de Beramendi o la de Obanos, sin olvidar las reformas que anteriormente a todas ellas había realizado en la iglesia parroquial de San Nicolás en la misma capital. La obra se terminó para 1915 aunque no se inauguró hasta el 1 de abril de 1916.
Posteriormente, en 1938, siendo ya su primer párroco Eusebio Balduz, se encargó al arquitecto Víctor Eusa, que se había casado allí pocos años antes, alargar el edificio por la parte de los pies del mismo para lo que hubieron de «desmontar y trasladar piedra a piedra la fachada y el pórtico existentes».

## Descripción
Se trataba de una iglesia de estilo neogótico dentro del eclecticismo arquitectónico predominante a principios del siglo XX. Presenta una nave única en tres tramos a la que se le añadió un baptisterio junto a la entrada así como un nuevo coro sobre la misma. 

### Retablo
Procedente de la iglesia parroquial de San Andrés de Villamayor de Monjardín, se encuentra desde 1986 presidiendo el altar mayor un retablo de estilo romanista labrado entre finales del siglo XVI y mediados del siglo XVII. La autoría parece corresponder a los escultores Juan Imberto y Pedro de Gaviria. La única pieza que se salvó de ese traslado es la figura de San Andrés, titular de la parroquia.
Está estructurado en tres cuerpos de cinco calles con sus propios basamentos y frisos respectivamente recogiendo una iconografía representada por escenas de algunos milagros de Jesús como la curación del paralítico, la resurrección de Lázaro o la curación de un endemoniado.

## Galería

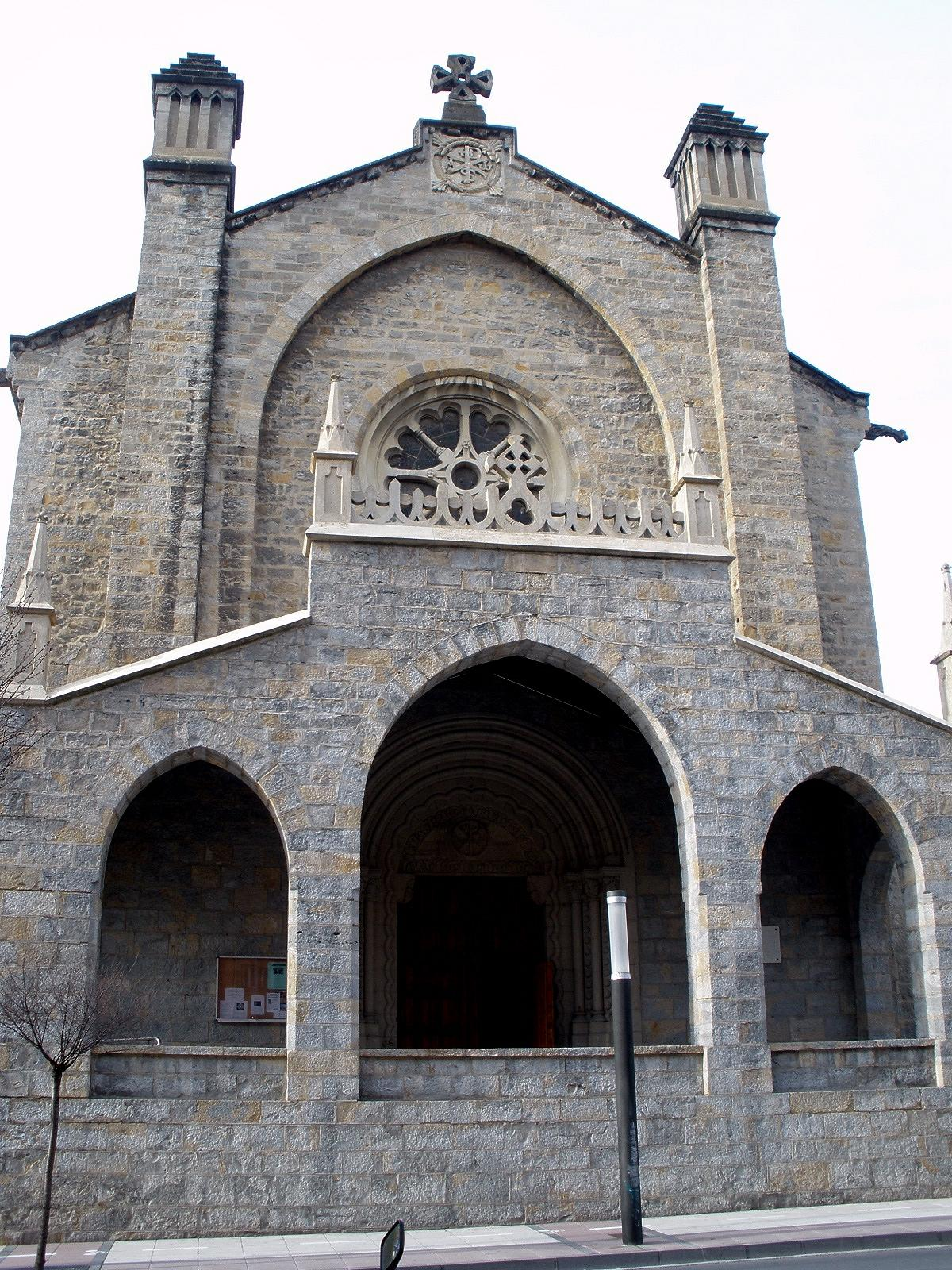
Pórtico
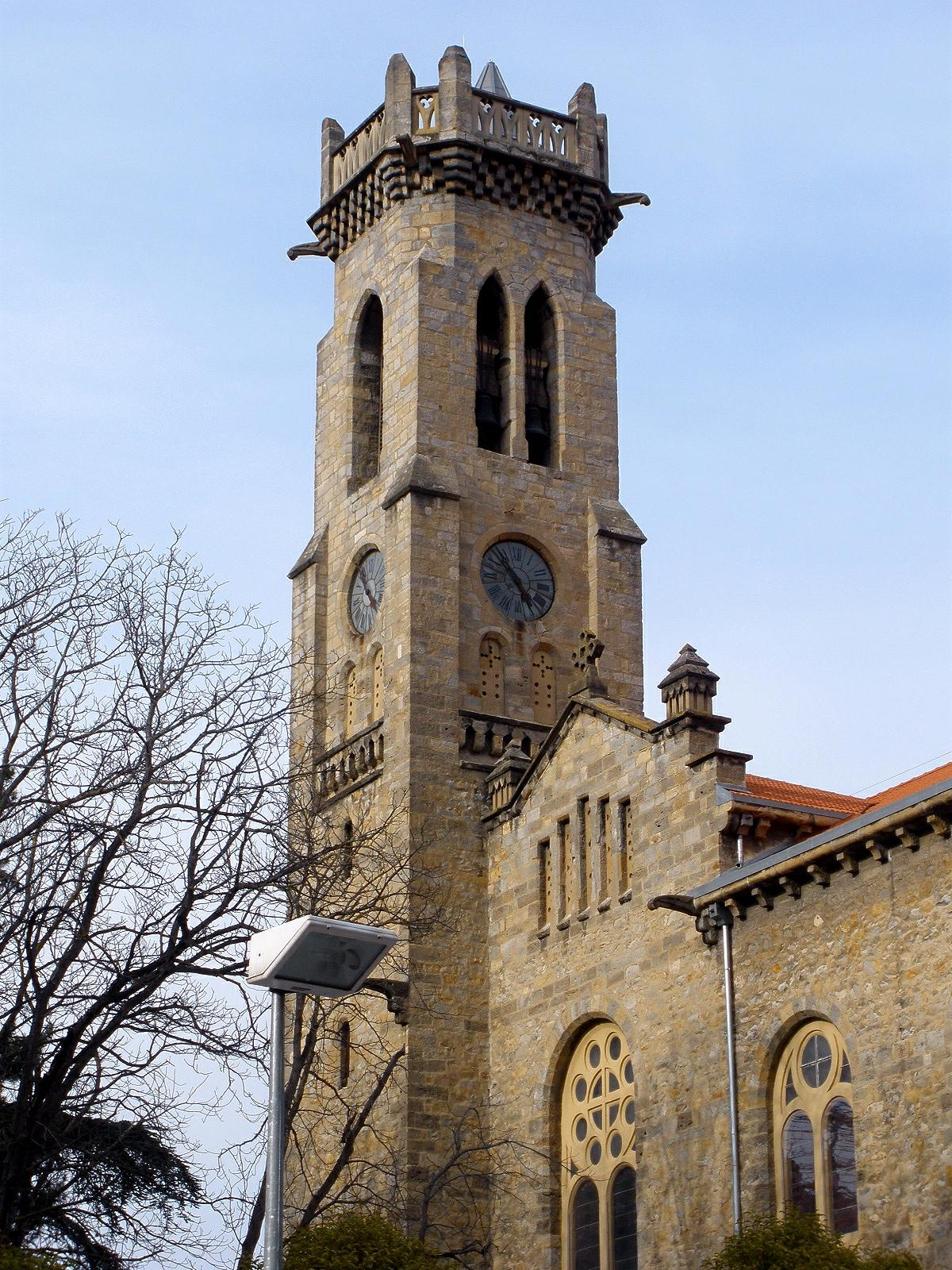
Torre
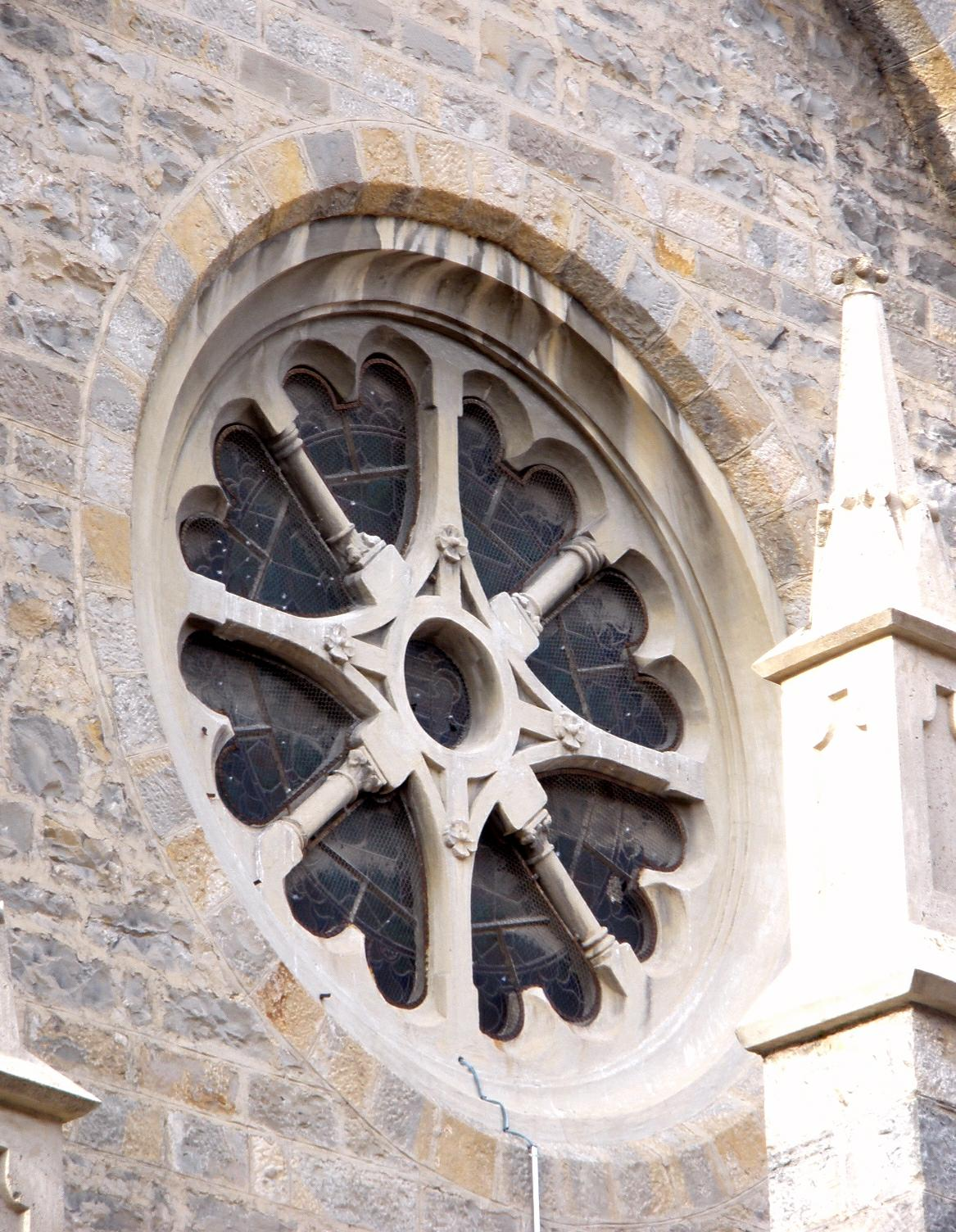
Rosetón inspirado en la iglesia abacial de Saint-Yved de Braine
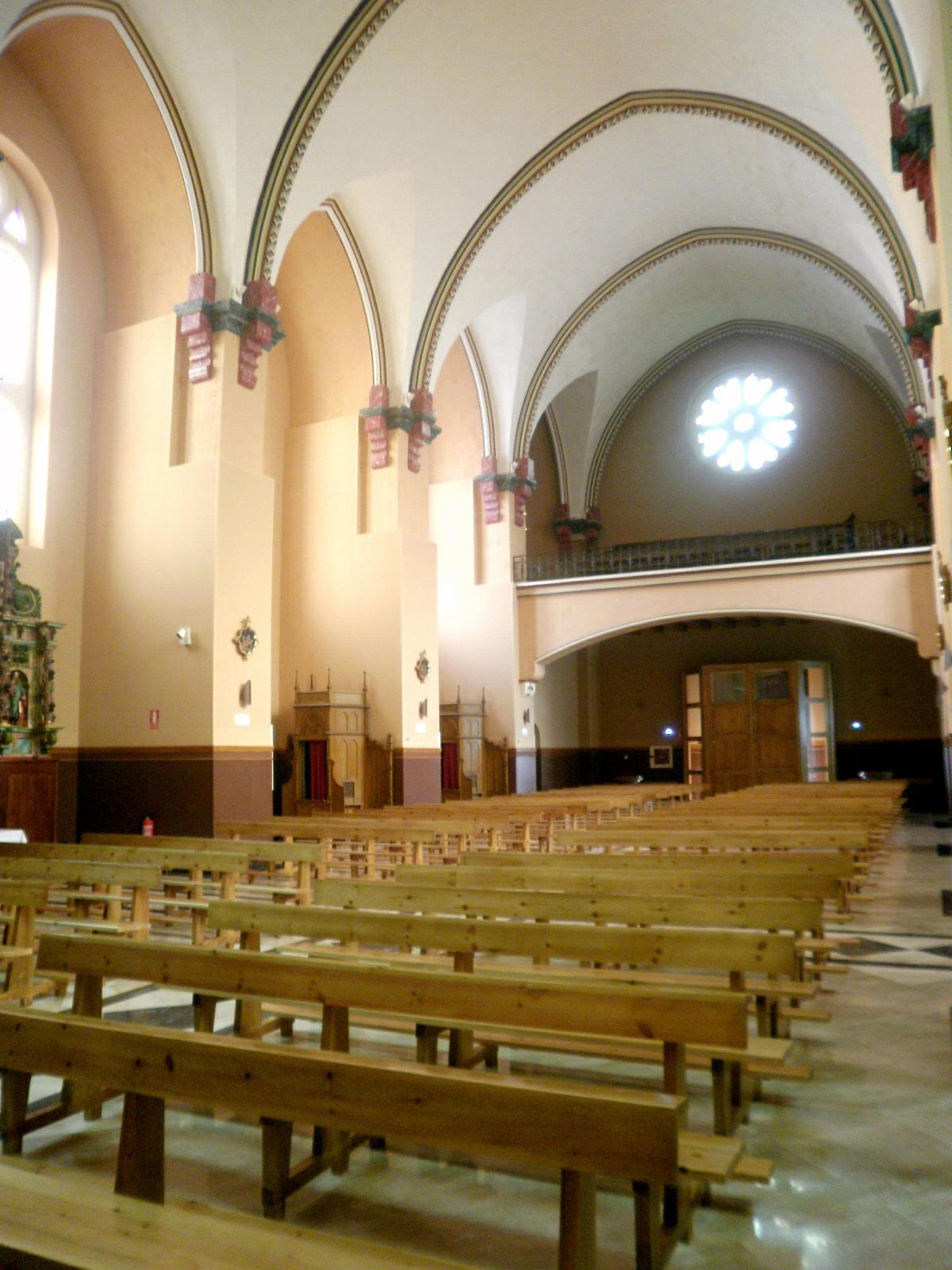
Interior
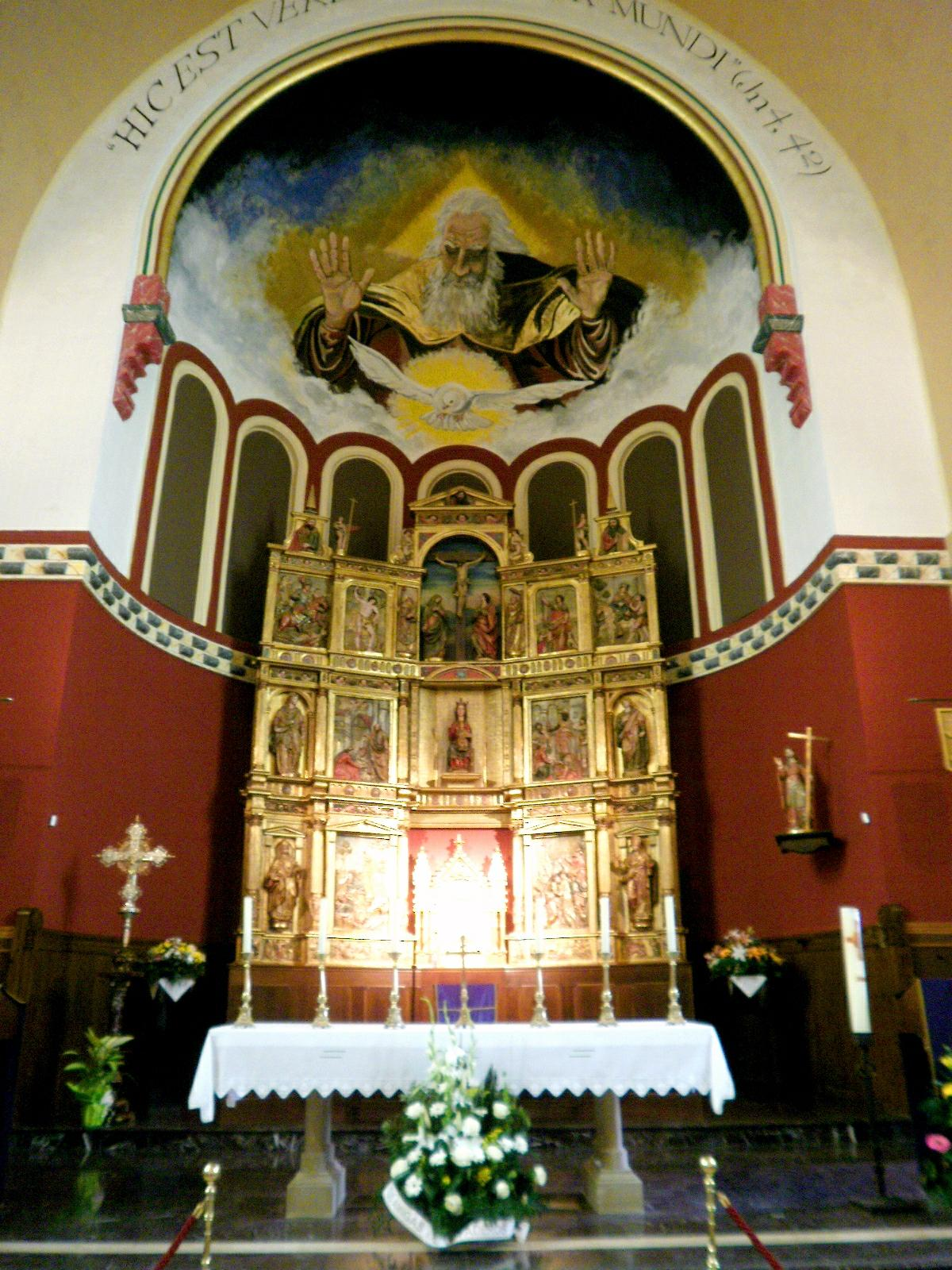
Altar mayor y retablo del siglo XVI procedente de Villamayor de Monjardín.
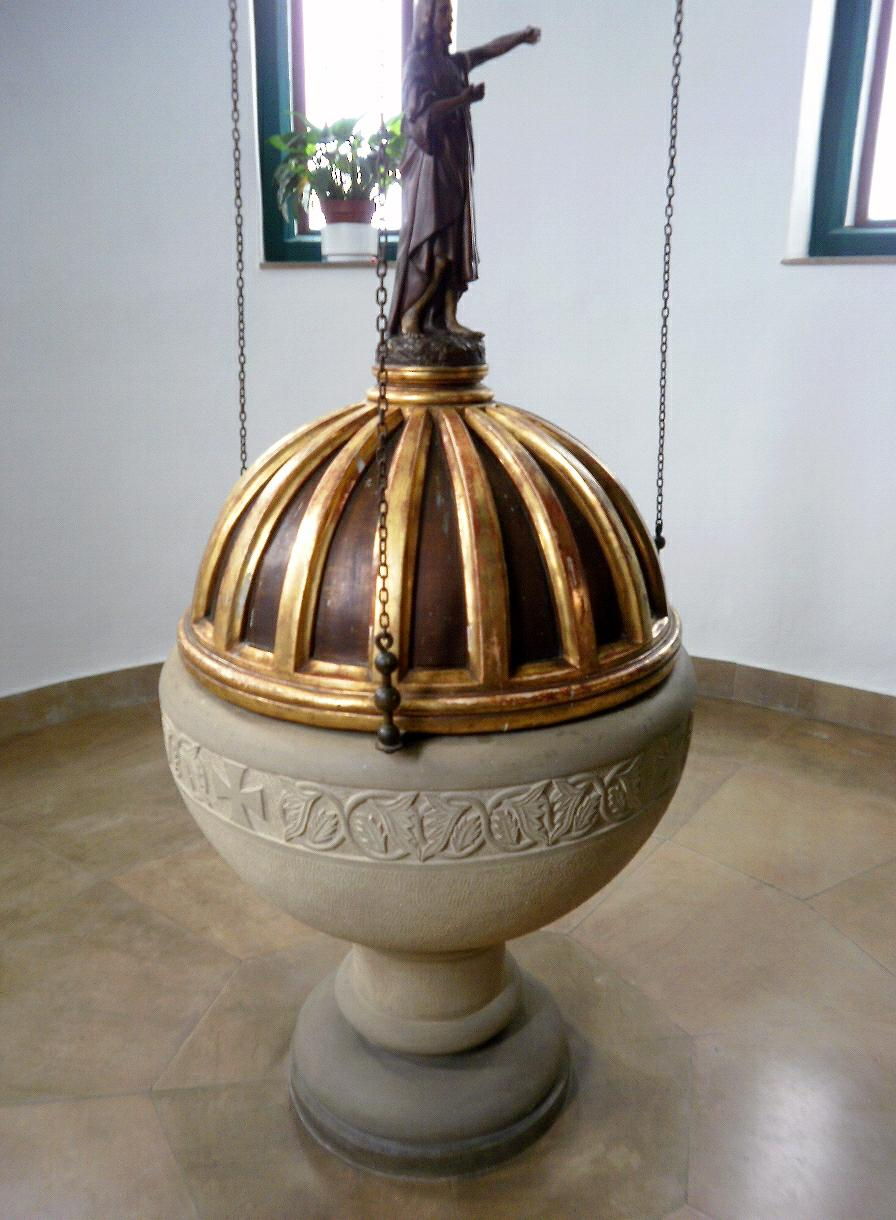